# Lena Rivers (film 1910)

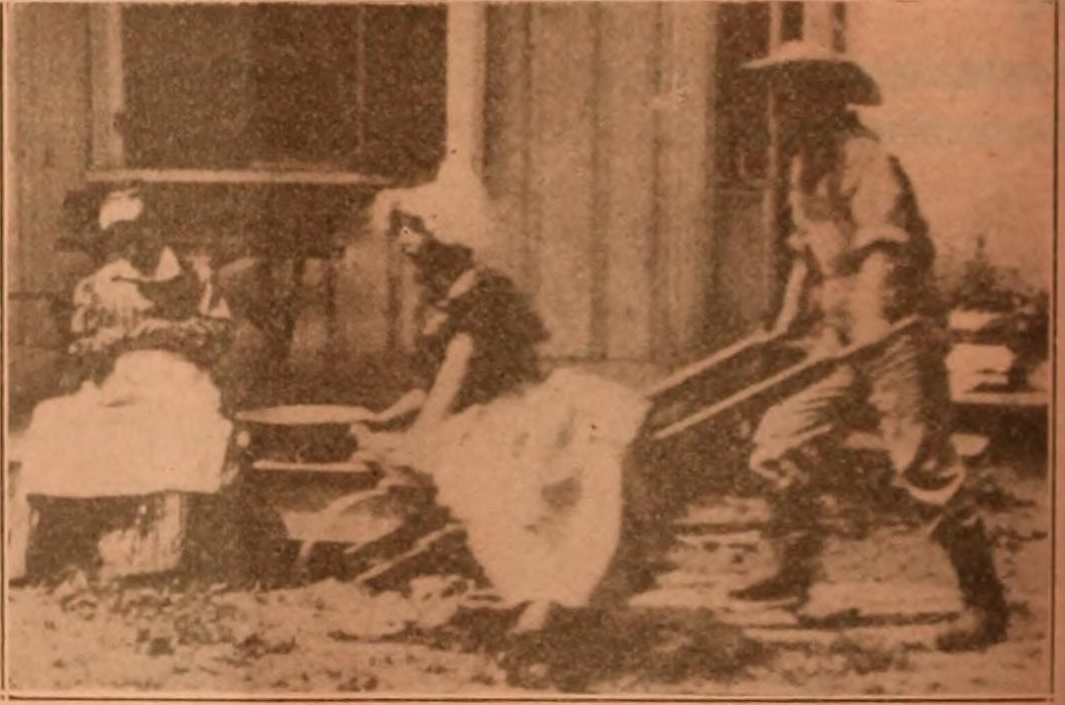
Fotogramma

Lena Rivers è un cortometraggio muto del 1910. Il nome del regista non viene riportato nei credit del film che fu la prima versione cinematografica di Lena Rivers, romanzo di Mary Jane Holmes pubblicato a New York nel 1856.

## Produzione
Il film fu prodotto dalla Thanhouser Film Corporation.

## Distribuzione
Distribuito dalla Motion Picture Distributors and Sales Company, il film - un cortometraggio di una bobina - uscì nelle sale cinematografiche USA il 12 agosto 1910.